# Лобаце
Лобаце (англ. Lobatse) — город в Юго-Восточном округе Ботсваны у самой границы с ЮАР.

## Общая информация
Располагается в южной части округа, в 70 км к югу от столицы страны, города Габороне, на высоте 1188 м над уровнем моря.
В Лобаце размещается верховный суд Ботсваны, а также штаб-квартира геологической службы страны и психиатрическая больница Лобаце (единственная в Ботсване). Развита мясная промышленность.

## Климат
| Показатель                    | Янв.  | Фев. | Март | Апр. | Май  | Июнь | Июль | Авг. | Сен. | Окт. | Нояб. | Дек. | Год   |
| ----------------------------- | ----- | ---- | ---- | ---- | ---- | ---- | ---- | ---- | ---- | ---- | ----- | ---- | ----- |
| Средний суточный максимум, °C | 31,5  | 29,8 | 29,4 | 26,2 | 24,1 | 20,7 | 21,6 | 24,5 | 27,4 | 29,2 | 30,5  | 31,0 | 27,2  |
| Средняя температура, °C       | 24,7  | 23,6 | 22,5 | 19,2 | 16,0 | 12,6 | 12,9 | 15,7 | 19,2 | 21,8 | 23,2  | 24,1 | 19,6  |
| Средний суточный минимум, °C  | 18,5  | 17,6 | 16,1 | 12,6 | 8,1  | 4,3  | 4,6  | 7,1  | 11,3 | 14,7 | 16,6  | 17,5 | 12,4  |
| Норма осадков, мм             | 105,5 | 85,8 | 71,1 | 50,5 | 13,0 | 5,7  | 3,8  | 4,3  | 16,8 | 44,2 | 68,1  | 82,2 | 551,0 |
| Источник: Weatherbase         |       |      |      |      |      |      |      |      |      |      |       |      |       |

## Население
По данным переписи 2011 года население города составляет 29 032 человека.
Динамика численности населения города по годам:
| 1981   | 1991   | 2001   | 2011   | 2013   |
| ------ | ------ | ------ | ------ | ------ |
| 19 034 | 26 052 | 29 689 | 29 032 | 28 906 |

## Транспорт
Через Лобаце проходит трансафриканское Шоссе Каир-Кейптаун, Транскалахарская автомагистраль и несколько региональных автомобильных дорог. Есть железная дорога и частный аэропорт.